# Caterina Casas Maymó
Caterina Casas Maymó (Molins de Rei, 23 de novembre de 1888 - 10 de maig de 1974) fou una dona republicana, militant d'Esquerra Republicana de Catalunya, pionera del municipalisme femení i primera regidora de l'Ajuntament de Molins de Rei. Va patir la repressió franquista i fou reclosa a la Presó de Dones de Les Corts.

## Biografia
Nascuda a Molins de Rei, era la filla mitjana de Bernadí Casas Canals, paleta d'ofici i Clara Maymó Castellet, mestressa de casa, que tingueren altres dos fills, Miquel i Agustí. El 1907 tota la família es traslladà a Barcelona, fet que els permeté apropar-se als ambients progressistes de l'època.
A principis de la dècada de 1920, es casà amb Emili Sánchez Soler, mestre i músic. En un context de gran conflictivitat social, agreujada per les pèrdues econòmiques i humanes provocades per la Guerra del Rif, es produí l'enèsima crisi política que Alfons XIII resolgué avalant la Dictadura de Primo de Rivera, el qual liquidà la Mancomunitat de Catalunya i el moviment obrer, i ordenà la supressió del dret d'associació, de la llibertat de premsa i de l'ús públic de la llengua, la cultura i bandera catalanes.
El 1928 el matrimoni Sánchez-Casas, que no tingué fills, tornà a Molins de Rei i s'establí al número 6 del carrer de Joan Maragall. Caterina treballà amb el seu germà Agustí en el negoci de la venda, transport i distribució de fruites i verdures.
El 12 d'abril de 1931, el resultat de les eleccions municipals, plantejades com un plebiscit, precipità la caiguda de la monarquia i l'adveniment de la Segona República. A Molins de Rei guanyà la Federació Obrera en coalició amb la Unió Socialista de Catalunya. Ramón Canalias fou escollit alcalde, amb un ambiciós programa que incloïa el dret de vaga, la llibertat sindical, la jornada de vuit hores, la prohibició del treball infantil, el descans dominical, vacances i jubilació. El 1934 la Federació Obrera obtingué la majoria absoluta i fou proclamat alcalde Jaume Font i Guitart (promotor del nou mercat). Caterina Casas, que per primer cop havia pogut exercir el vot, formà part de la candidatura com a suplent.
A diferència d'altres municipis, els Fets d'octubre de 1934 no afectaren el consistori de Molins de Rei i el novembre de 1935, durant el Bienni negre, el Centre Republicà Federal (creat a l'abril de 1930 ) es fusionà amb el Centre Català Democràtic, i prengué el nom de Centre Federal de ERC.
El 16 de febrer de 1936, el Front d'Esquerres guanyà les eleccions i es restablí el Govern de la Generalitat Republicana amb el president Lluís Companys al capdavant. Arran del cop d'estat del 18 de juliol, Molins de Rei quedà sota el control d'un comitè vinculat a la CNT-FAI de l'Hospitalet, liderat per Manuel Marín Mula, que optà per la revolució, marginant el govern local i sembrant el pànic i el desconcert a la vila. En aquell context, fou assassinat Francesc Sànchez, cunyat de Caterina Casas, músic i monjo de Montserrat.
El 20 d'octubre de 1934, després de mesos de picabaralles, es formà un nou consistori compost per sis representants d'ERC, sis de la CNT, dos del PSUC-UGT i dos de La Unió de Rebassaires, amb l'alcalde Jaume Subirats d'ERC i Caterina Casas com assessora de la Conselleria de Sanitat i Assistència Social. El 27 de novembre, després d'una enèsima crisi de govern, Casas fou designada consellera de Cultura i esdevingué la primera dona regidora de la història de Molins de Rei.
Malgrat les vicissituds de la guerra, l'Ajuntament de Molins de Llobregat (nom oficial del municipi durant la guerra) implementà el seu programa de progrés social i s'adherí al Consell de l'Escola Nova Unificada (Cenu) i el 17 de desembre es creà el Consell Local de Primer Ensenyament, del qual Casas va ser presidenta. La seva trajectòria política acabà el juny de 1937 i poc després morí el seu marit.[[Bandera de Catalunya|]]
Al final de la Guerra Civil, Miquel Casas, el seu germà gran, veterinari de professió, compromès amb les esquerres i membre del Triangle Llobregat de Sant Boi pertanyent a la Gran Logia Maçònica de Catalunya, hagué d'exiliar-se a Tolosa, Caterina Casas no marxà i 13 de febrer fou detinguda i reclosa a la Presó de dones de les Corts, acusada d'auxili a la rebel·lió, de promocionar l'escola laica i atea i de ser còmplice de l'assassinat del seu cunyat. Sotmesa a Consell de Guerra, el fiscal demanà trenta anys de presó, però finalment l'advocat defensor aconseguí la rebaixa a dotze anys i un dia.
El 12 de juliol de 1941 Caterina Casas obtingué la llibertat condicional amb desterrament a València durant vint-i cinc mesos. El 8 de març de 1944 li fou commutada la pena original per sis anys i un dia. La llibertat definitiva li arribà el 14 de febrer de 1945.
Ja no tornà a Molins de Rei; es va establir a Barcelona, on va exercir la seva professió comercial fins a la jubilació el 1969. Finalment retornà amb el seu nebot a Molins de Rei, on morí el 10 de maig de 1974, essent enterrada en el Cementiri Municipal de la població.

## Reconeixements
La figura de Caterina Casas Maymó sortí de l'oblit a partir de 1991, quan Cèlia Cañelles l'esmentà i la seva fotografia aparegué en un article reivindicatiu a la revista El Llaç, amb motiu dels 800 anys de Molins de Rei.
El 1996 el govern municipal, presidit per Josep Janés Tutusaus, acordà posar el nom de dones destacades als carrers del barri de la Riera Nova i el primer fou el de Caterina Casas. A partir de 1999 la primera alcaldessa de la democràcia, Antonia Castellana, i diversos estudiosos anaren aportant noves informacions.
El 2011, la secció local d'Esquerra Republicana de Catalunya donà el seu nom al nou local del partit a Molins de Rei.

## Premi Caterina Casas
L'any 2016, la secció local d'ERC a Molins de Rei, creà el Premi Caterina Casas. Originalment els premis teníen dues categories: un premi que distingeix la defensa i promoció dels valors socials, democràtics i republicans i un segon premi que reconeix la defensa i promoció dels valors nacionals. Després de tres edicions, l'any 2019 es deixa de celebrar el premi, recuperant-se de nou a partir del 2024, quan s'incorpora una tercera categoria que reconeix a un col·lectiu o entitat local.

### Premiats
| Ed. | Any  | Compromís nacional                    | Compromís social                                         | Entitat local                                     |
| --- | ---- | ------------------------------------- | -------------------------------------------------------- | ------------------------------------------------- |
| 1a  | 2016 | Muriel Casals i Couturier             | Plataforma d'Afectats per la Hipoteca de Molins de Rei   | -                                                 |
| 2a  | 2017 | Carme Forcadell i Lluís               | Proactiva Open Arms                                      | -                                                 |
| 3a  | 2018 | Associació Catalana pels Drets Civils | Som Energia                                              | -                                                 |
| 4a  | 2024 | Anna Simó i Castelló                  | Plataforma d'Afectats per la Residència de Molins de Rei | Agrupació Folklòrica de Molins de Rei, "l'Agrupa" |
| 5a  | 2025 | La Bressola                           | Del Llobregat al Túria                                   | Atletisme Molins                                  |